# Liste des cavités naturelles les plus longues des Hauts-de-Seine

Département des Hauts-de-Seine.

La liste des cavités naturelles les plus longues du Hauts-de-Seine recense sous la forme d'un tableau, les cavités souterraines naturelles connues, dont le développement est supérieur ou égal à dix mètres.
La communauté spéléologique considère qu'une cavité souterraine naturelle n'existe vraiment qu'à partir du moment où elle est « inventée » c'est-à-dire découverte (ou redécouverte), inventoriée, topographiée et publiée. Bien sûr, la réalité physique d'une cavité naturelle est la plupart du temps bien antérieure à sa découverte par l'homme ; cependant tant qu'elle n'est pas explorée, mesurée et révélée, la cavité naturelle n'appartient pas au domaine de la connaissance partagée.
La liste spéléométrique des plus longues cavités naturelles des Hauts-de-Seine (≥ 10 m) est  actualisée fin 2018.
La plus longue cavité répertoriée dans le département des Hauts-de-Seine est le réseau no 1 du secteur d'Arnaudet à Meudon (cf. ligne 1 du tableau ci-dessous).

## Hauts-de-Seine (France)

### Cavités de développement supérieur ou égal à10m
3 cavités sont recensées au 31-12-2018.
| Réf. | Cavités (autres noms)                                          | Communes | Massifs ou zones géographiques | Coordonnées (WGS 84) | Développement (en mètres) | Dénivelée (en mètres) | Sources ou références     | Mises à jour |
| ---- | -------------------------------------------------------------- | -------- | ------------------------------ | -------------------- | ------------------------- | --------------------- | ------------------------- | ------------ |
| 1    | Réseau no 1 du secteur Arnaudet , dite carrières des Brillants | Meudon   |                                |                      | +0 00050, m               | +0000, m              | Spéléométrie de la France | 2000-00      |
| 2    | Réseau no 1 du secteur Arnaudet                                | Meudon   |                                |                      | +0 00040, m               | +0000, m              | Spéléométrie de la France | 2000-00      |
| 3    | Réseau sud-ouest du secteur Arnaudet                           | Meudon   |                                |                      | +0 00015, m               | +0000, m              | Spéléométrie de la France | 2000-00      |